# Люсі Вокер (альпіністка)
Люсі Вокер (англ. Lucy Walker, 1836—1916) — британська альпіністка і перша жінка, яка піднялася на Маттергорн.
Вокер народилася в 1836 році, у Британській Північній Америці, що згодом стала Канадою. Її мати Джейн МакНейл МакМурдо переїхала з Шотландії до Північної Америки разом зі своїм чоловіком та дочкою немовлям у 1836 році. Місіс МакМердо залишила свого чоловіка, щоб жити з Френсісом (Франком) Вокером; Люсі Вокер та її брат Горас народилися ще до того, як батьки переїхали до Англії. Мати розлучилась в 1841 році, і Френк Вокер та Джейн МакМурдо одружилися 24 квітня 1841 року. Потім сім'я переїхала до Ліверпуля, де Френк Вокер став провідним купцем. Вокер почала займатися альпінізмом з досить скромних сходжень у 1858 році, коли лікар порадив їй ходьбу як ліки від ревматизму. У супроводі свого батька Френка Вокера та її брата Горація Вокера, які були першими членами Альпійського клубу, та гіда по Оберланду Мельхіора Андрегга, вона стала першою жінкою, що регулярно ходила в гори в Альпах.
Спочатку досягнення Люсі Вокер не привертали широкої уваги. Ранні успіхи включали перше сходження на Бальмогорн (1864) та перше сходження жінки на Айгер (1864), Веттергорн (1866), Ліскамм (1868) та Пік Берніна (1869). У 1871 році вона дізналася, що її суперниця Мета Бревут, американська альпіністка, планує експедицію заради сходження на Маттергорн. Вокер спішно зібрав групу і 22 серпня у білій сукні стала першою жінкою, яка стояла на вершині Маттергорна. Цим вона здобула собі світову популярність. У тому році вона зробила своє четверте сходження на Айгер, під час якого, за чутками, вона жила на дієті з бісквітів, шампанського, та Асті Спаманте.
Всього Люсі Вокер брала участь у 98 експедиціях. У 1909 році вона стала членом новоствореного жіночого альпійського клубу, де її визнали піонером жіночого альпінізму. У 1913 році вона була обрана президентом і обіймала цю посаду до 1915 року. Померла в своєму будинку в Ліверпулі, Англія, 10 вересня 1916 року.